# Oțelu
Oțelu – wieś w Rumunii, w okręgu Ardżesz, w gminie Berevoiești. W 2011 roku liczyła 64 mieszkańców.